# Albrecht Zeuner
Albrecht Zeuner (* 3. Dezember 1924 in Gera; † 19. Februar 2021) war ein deutscher Rechtswissenschaftler. Ab 1958 war er Lehrstuhlinhaber in Saarbrücken und ab 1961 in Hamburg.

## Leben
Albrecht Zeuner studierte ab 1947 Jura  in Hamburg und wurde 1952 mit seiner Dissertation  Soziale Abhängigkeitsverhältnisse als Zurechnungsgrundlage im BGBzum Dr. jur. promoviert. Er arbeitete als wissenschaftlicher Assistent und habilitierte sich 1957 in Hamburg. 
Im Jahr 1958 wurde er als ordentlicher Professor für Zivilprozessrecht, Bürgerliches Recht und Arbeitsrecht an die Universität Saarbrücken berufen. 1961 übernahm er eine Professur gleicher Art an der Universität Hamburg, die er bis zu seiner Emeritierung 1990 innehatte. Rufe nach Göttingen (1961), Köln (1964) und München (1968) lehnte er ab. 1991 wurde er für zwei Jahre Gründungsdekan der neuen juristischen Fakultät der Universität Rostock.
Zu seinen Arbeitsgebieten zählen Verfahrensprinzipien und Entscheidungswirkungen im Zivilprozessrecht, das Haftungsrecht und das Arbeits- und Arbeitskampfrecht.

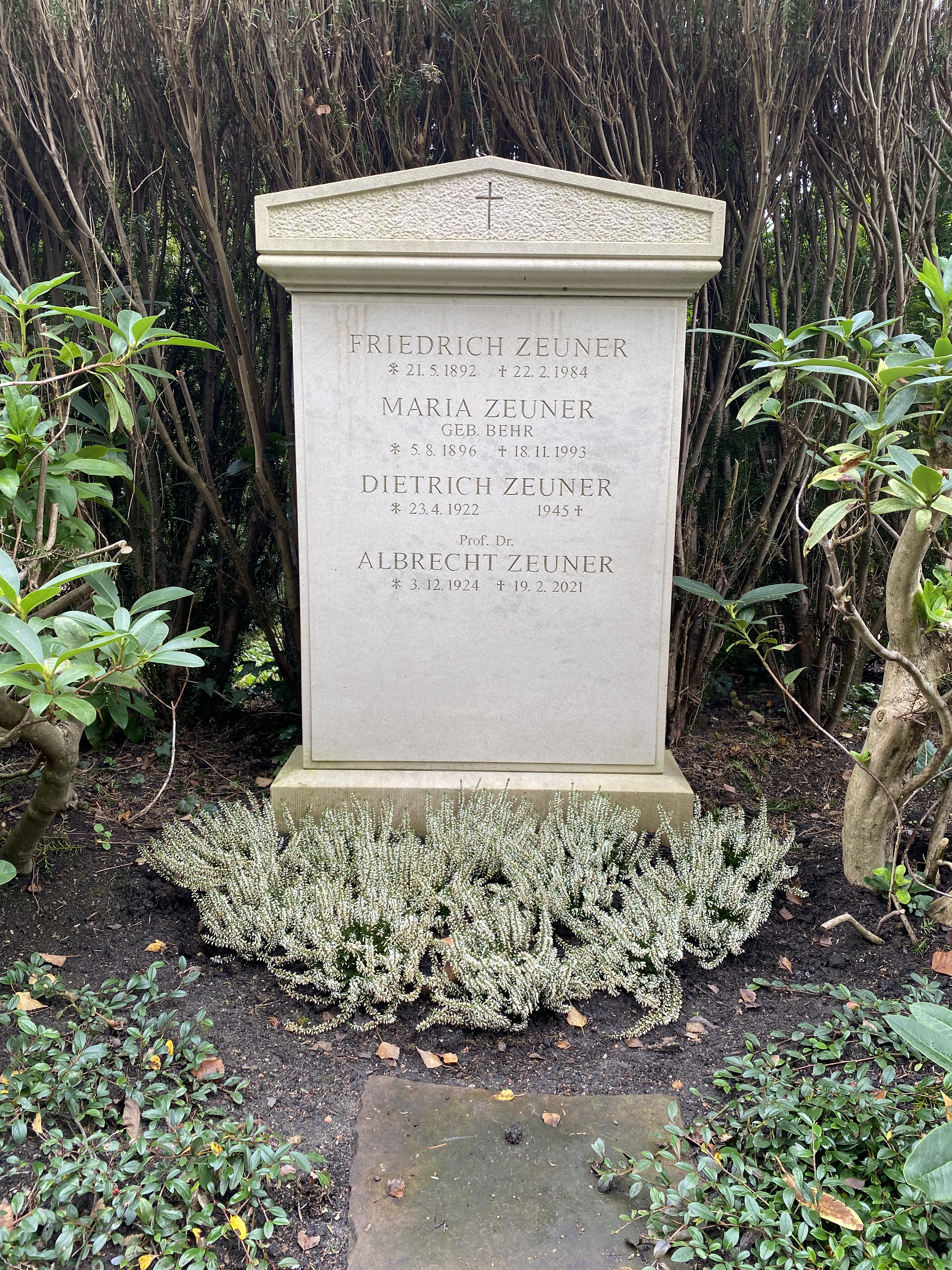
Grabstätte

Albrecht Zeuner starb mit 96 Jahren und wurde auf dem Nienstedtener Friedhof in Hamburg beigesetzt.

## Ehrungen
Seit 1989 war er Mitglied der Joachim-Jungius-Gesellschaft der Wissenschaften, 1993 erhielt er die Ehrendoktorwürde der Universität Rostock. Er war zudem Mitglied der Akademie der Wissenschaften in Hamburg.

## Veröffentlichungen (Auswahl)
- Albrecht Zeuner: Soziale Abhängigkeitsverhältnisse als Zurechnungsgrundlage im BGB. Hamburg 1952.
- Albrecht Zeuner: Die objektiven Grenzen der Rechtskraft im Rahmen rechtlicher Sinnzusammenhänge. Zur Lehre über das Verhältnis von Rechtskraft und Entscheidungsgründen im Zivilprozeß. Mohr, Tübingen 1959.
- Rechtliches Gehör, materielles Recht und Urteilswirkungen. 1974.
- mit Harald Koch: Chapter 9: Effects of judgments (Res Judicata). In: International encyclopedia of comparative law. Band 16. Mohr Siebeck, Tübingen 2012.